# Bernardo de Frau
Bernardo de Frau y Mesa fue un político español. Trabajó como registrador de la propiedad en Madrid y Andújar, y fue consejero de la Compañía General de Tabacos. Inicialmente militó en el Partido Liberal, con el que fue elegido diputado por el distrito electoral de Albocácer en las elecciones generales de 1881 y 1886. Después se pasó al Partido Conservador, con el que fue elegido nuevamente diputado por Albocácer en las elecciones de 1891 y 1896. Después fue senador por la provincia de Castellón entre 1894-1896 y 1898-1908. También fue concejal del Ayuntamiento de Madrid.